# Siem
Siem er en landsby i Himmerland. Siem ligger i Rebild Kommune på landevejen mellem Terndrup og Skørping. Der er omkring 60 husstande i Siem, som veksler mellem husmandssteder, gårde og villaer. Der er ca 100 mennesker bosat i landsbyen. Siem hører til Region Nordjylland. 
Siem Kirke er fra 1100-tallet, og bygget i kampesten; våbenhuset er bygget til senere. Børn bosat i Siem går i skole på Hellum Skole fra 0-6 klasse og derefter på Terndrup eller Skørping Skole fra 7-10. Midt i Siem ligger Forsamlingshuset, hvor der bl.a. afholdes dilettantforestillinger, fastelavnsfest for børn m.m.